# Paramacroxiphus irregularius
Paramacroxiphus irregularius är en insektsart som beskrevs av Sigfrid Ingrisch 2008. Paramacroxiphus irregularius ingår i släktet Paramacroxiphus och familjen vårtbitare. Inga underarter finns listade i Catalogue of Life.